# Паласио Мунисипаль де Депортес Сан-Пабло
Паласио Мунисипаль де Депортес Сан-Пабло (исп. Palacio Municipal de Deportes San Pablo; Муниципальный дворец спорта Сан-Пабло) — крытая мультиспортивная арена, расположенная в городе Севилья (Испания). Её постоянная вместимость составляет 7 646 зрителей, с дополнительными — 10 200 человек. Открыта арена была в 1988 году. Арена является домашней для баскетбольного клуба «Севилья».
В 1991 году здесь прошёл третий чемпионат мира по лёгкой атлетике в помещении.
Арена принимала у себя матчи мужского чемпионата Европы по гандболу в 1996 году, в 1997 году здесь проходил чемпионат Европы по водным видам спорта, а в 1998 году — чемпионат мира по художественной гимнастике.
В 2007 году на арене прошли матчи группы B в рамках чемпионат Европы по баскетболу, в которых между собой играли сборные Хорватии, Португалии, Латвии и хозяева турнира, сборная Испании.
В 2014 году арена приняла у себя матчи группы B в рамках чемпионата мира по баскетболу.